# Dun Grugaig (Glenelg)

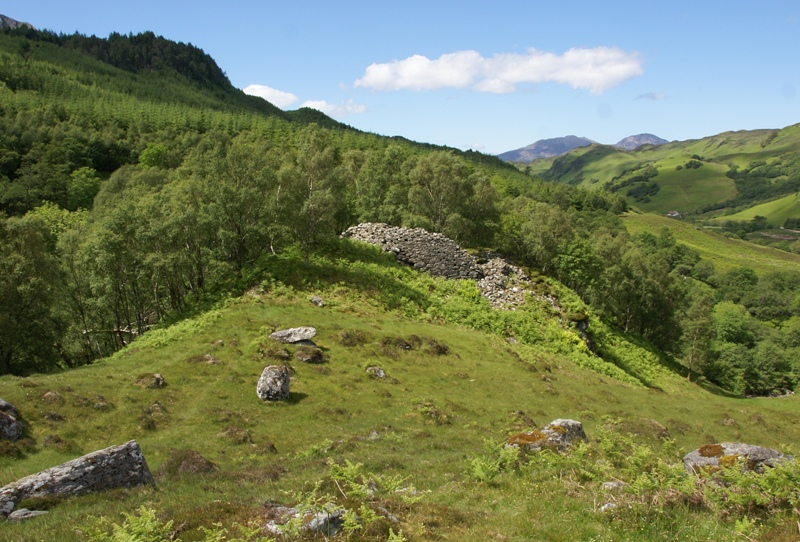
Dun Grugaig

Dun Grugaig (oder Caisteal Chonil) liegt am Nordufer des Flusses „Abhainn a’Ghlaine Bhig“, bei Glenelg, unweit von Dun Troddan in den Highlands in Schottland. Es ist nicht zu verwechseln mit Dun Grugaig auf Skye.
Dun Grugaig ist ein nicht ausgegrabenes halbkreis- bis D-förmiges Dun oder ein Semi- oder Protobroch. Er wurde mit seiner geraden Seite am Rand eines Tals errichtet (ähnlich einem Inland-Promontory Fort) und misst etwa 17,0 mal 12,0 Meter. Er hat eine über 4,0 m dicke, in einer Resthöhe bis zu 2,4 m erhaltene Hohlwand, wie sie für spätere Brochs charakteristisch ist. Es wurde im Jahre 1895 von L. Bogle und im Jahre 1949 von A Graham untersucht.

Dun Grugaig
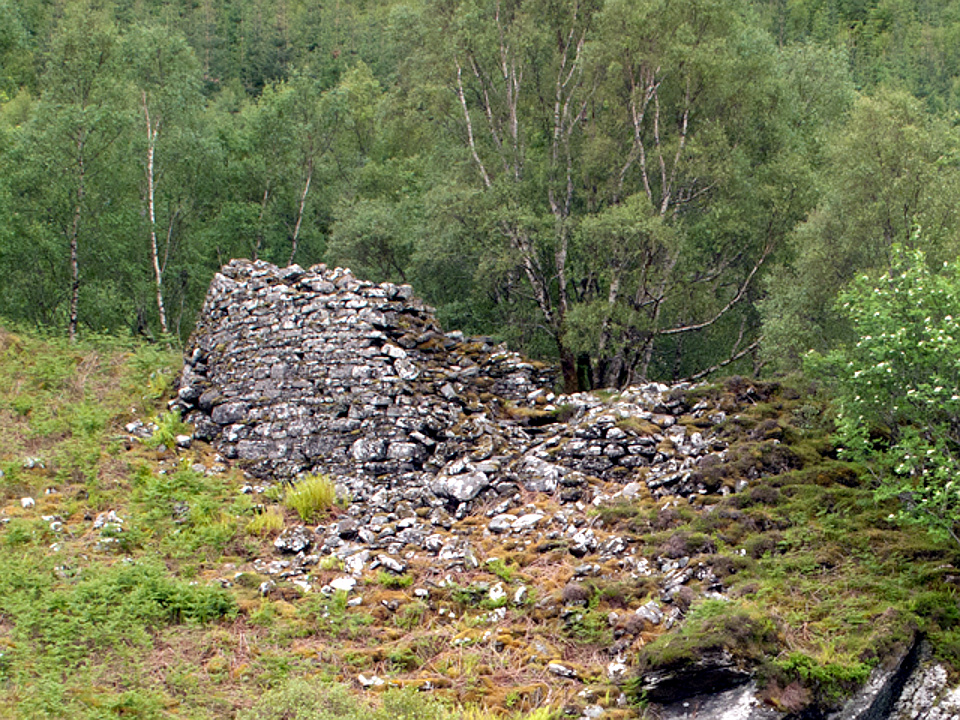
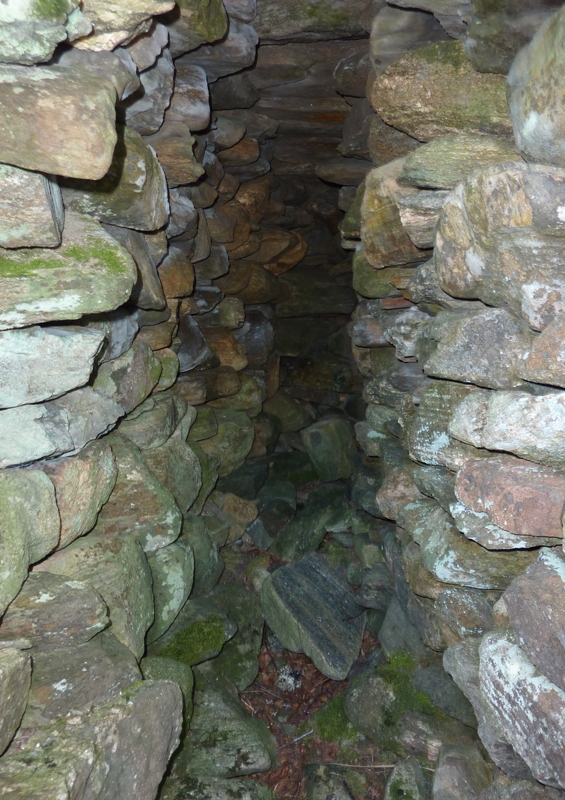
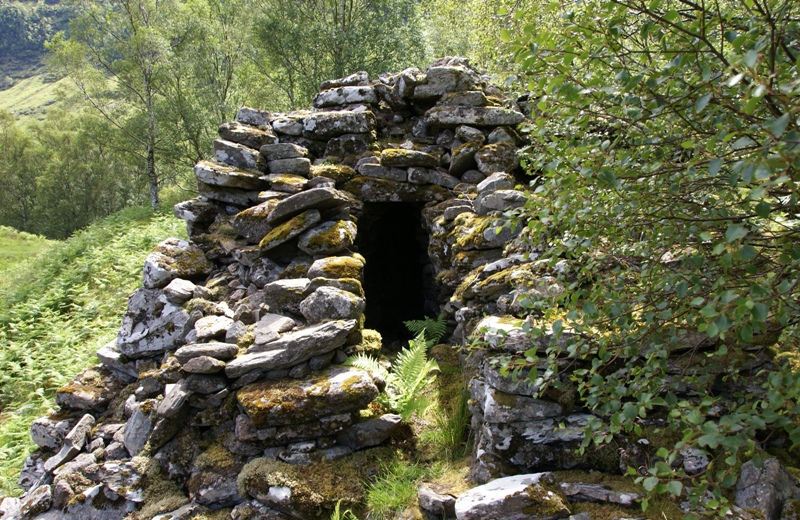

Das strukturierte Südosttor scheint der Haupteingang gewesen zu sein. Ein zweiter Eingang liegt am westlichen Ende. Der Innenraum ist voller Schutt. In der Innenwand sind drei Öffnungen zu intramuralen Galerien, deren Spuren auch auf der Mauer der Südseite zu sehen sind.